# 倉敷チボリ公園

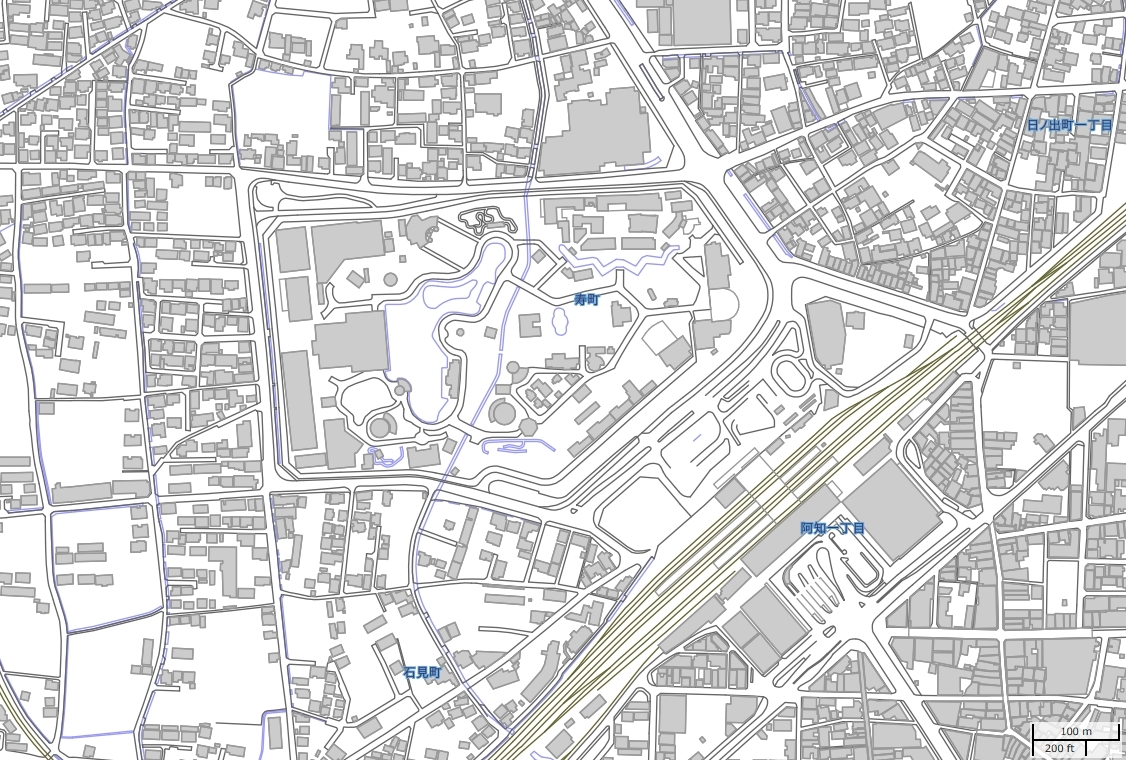
倉敷チボリ公園地図

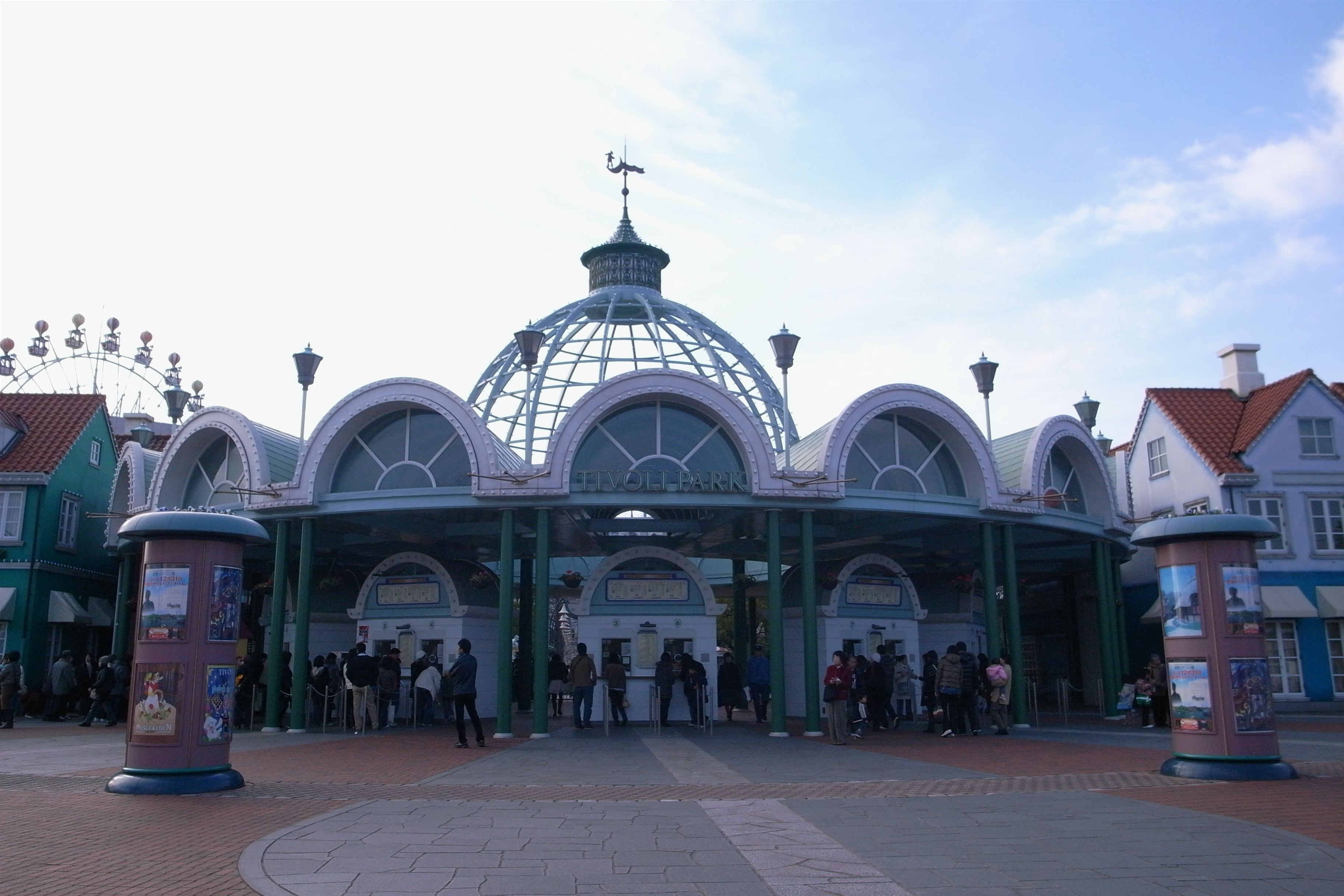
入口

倉敷チボリ公園（くらしきチボリこうえん）は、かつて岡山県倉敷市寿町（JR倉敷駅北口前）に所在した公園、都市型テーマパークである。1997年（平成9年）7月18日開園、2008年（平成20年）12月31日閉園。倉敷駅に隣接する旧倉敷紡績（クラボウ）万寿工場の跡地12ヘクタールを使用し、古く長い歴史を持ち、世界的にも著名であったデンマークのコペンハーゲンにあるチボリ公園からデザインやノウハウを継承したテーマパークであった。11年6か月の営業期間で約1,800万人が来園した。
倉敷チボリ公園は「幼児からお年寄りまであらゆる人びとが心にゆとりをもち、人と人とがふれあえる公園、すなわちハートフルな公園を創ること」を理念に掲げ、園内には5万本の樹木と250種90万株の植物が植栽され、15か所の噴水、1000脚のベンチが設置された、緑覆率45%という緑の多いテーマパークであった。園内にはデンマークやアンデルセンをイメージしたアトラクションや庭園、ショップ、レストラン、劇場などが点在していた。また、デンマークの自然や歴史、文化を学ぶための教養施設も複数展開された。
閉園後、跡地はクラボウに返還され、アリオ倉敷、三井アウトレットパーク 倉敷、倉敷みらい公園として再開発されている。

## 園内
シンボルは中央の「プレーネン広場」に接した「チボリタワー」と観覧車「チボリバルーン」。また「アンデルセンホール」や「カルケバルン劇場」などのホールがあり、アンデルセンホール前に「チボリ湖」と称する池が存在していた。アトラクションとしてはロイヤルコペンハーゲンのティーカップをイメージした「ロイヤルティーカップ」、北欧神話の主神・オーディンから名付けられたジェットコースター「オーディンエクスプレス」などがあった。開園当時は企業の後援を得たレストランも複数存在したが、利用者の低下に伴い末期には僅かとなっていた。なお、自前の駐車場はなく、車での来園者は北側隣接地の「倉敷駅北駐車場」（岡山県開発公社所有・運営）または周辺の民間時間貸駐車場を利用していた。

## 沿革

### 誘致から開園まで
岡山市が市制施行100周年（1989年（平成元年））の目玉事業として1986年（昭和61年）、岡山市北長瀬、北長瀬表町、野田にまたがる日本国有鉄道（国鉄）岡山操車場（当時休止中、現・岡山貨物ターミナル駅）用地にチボリ公園を誘致する構想を発表した。1990年（平成2年）2月には岡山県と岡山市が出資する第三セクター、チボリ・ジャパン社が設立され、同年8月には岡山操車場および日本貨物鉄道（JR貨物）西岡山駅（現・岡山貨物ターミナル駅）旧駅跡地の日本国有鉄道清算事業団用地（面積15.4ヘクタール、現・岡山操車場跡地公園）を特殊公園の「岡山チボリ公園」とし、その東側を駐車場用地とする都市計画決定が行われた。
しかし同じ月にチボリ・ジャパン社のずさんな経営とローカライズ（付近住民への配慮を含む）を完全に視野に入れていない、いわば「チボリ公園の運営マニュアルをそのまま持って来ればなんとかなるだろう」という認識に基づく緩慢な運営プランが発覚し、地元から公園誘致に対する反対の声が強まったため、推進派だった岡山市長の松本一は1991年（平成3年）1月に辞職し市長選に再出馬したが、松本はチボリ計画見直しを掲げる対立候補の安宅敬祐に敗れ、新市長の安宅は当選後、計画からの撤退を決めた。一方、松本と同じく推進派であった岡山県知事の長野士郎は岡山市の計画撤退表明後、倉敷駅北側のクラボウ倉敷工場（旧万寿工場、面積12.0ヘクタール）が閉鎖されることが明らかになったのを受け、1991年9月、倉敷市長の渡邊行雄に対してチボリ公園の受け入れを要請した。
土地所有者のクラボウは1993年（平成5年）6月、倉敷工場跡地へのチボリ受け入れを決め、9月には倉敷市議会もチボリ誘致を決定したものの、事業そのものについては倉敷市が建設費用助成として100億円を負担するにとどまり、ともに公園事業への直接参加にはいたらなかった。さらに1994年（平成6年）4月には計画の中核企業だった阪急電鉄が撤退したため、チボリ公園は岡山県の単独事業となった。1995年（平成7年）5月に岡山県はクラボウと工場跡地の賃貸借契約を締結してチボリ・ジャパン社に転貸。公園施設の工事は同年9月に始まり、2年後の1997年（平成9年）7月18日に開園した。

### 開園後
| 年度           | 1997      | 1998      | 1999      | 2000      | 2001      | 2002      | 2003      | 2004      | 2005    | 2006    | 2007    | 2008    |
| -------------- | --------- | --------- | --------- | --------- | --------- | --------- | --------- | --------- | ------- | ------- | ------- | ------- |
| 入園者数（人） | 2,986,471 | 2,941,021 | 2,380,300 | 1,819,548 | 1,340,072 | 1,162,175 | 1,091,068 | 1,105,065 | 910,196 | 819,603 | 752,538 | 798,795 |

（注）1997年度は7月から3月までの9か月間の、2008年度は4月から12月末までの9か月間の入場者数。
開園直後のお盆期間には東京ディズニーランドに次いで多い入場者数を記録し、開園後の数年間は200万人台を保っていたものの、近隣に鷲羽山ハイランドがあることなども影響し年々利用者数は減少した。2001年（平成13年）4月には、経営の立て直しを期待して民間から起用された髙谷茂男が社長に就任し、業務の見直しによる経費の大幅な圧縮・削減や、本来のデンマークの街並みというコンセプトとは異なる演歌歌手による歌謡ショーや、大衆演劇の公演、和食の屋台の出店など、日本的・庶民的なイベント企画などが取り組まれた結果、入園者の激減には歯止めがかかり、年間110万人前後で横ばいとなった。しかし、2005年（平成17年）9月に髙谷が退任（10月に岡山市長に当選）する前後から状況は再び暗転し、同年度からは100万人以下に割り込む状況となった。
この状態を立て直すために、2007年（平成19年）4月に入場料金などの料金改定を行うなどの再建計画を行って来たが、同月にチボリ・ジャパン社はデンマークのチボリ・インターナショナル社との運営契約の更新を断念した。これにより、「チボリ」の名称は2009年（平成21年）1月1日をもって使用できなくなることとなった。
岡山県はその後、2009年（平成21年）以降は県民ないし倉敷市民の公園として活用する方向で検討し、チボリ・ジャパン社長の坂口正行は公園面積を3分の1に縮小し残りの土地を三井不動産開発主導でアウトレットモールを誘致する考えを示した。また、5月にはチボリ・ジャパン副会長の伊原木一衛（天満屋会長）が取締役会の席でデンマークのチボリ社と再契約の上で完全民営化する提案を出すなど、さまざまな提案がなされた。
しかし、こういった計画はどれも具体的なものにはならず、2008年（平成20年）5月に新倉敷市長となった伊東香織も、具体案は打ち出さず、むしろ撤退を推進した。

### 終焉
2008年（平成20年）8月6日、チボリ・ジャパン社取締役会において、社長の坂口が前述した自らの提案は県や市の支援を得られず実現出来ないと表明。同年12月31日付での事業廃止ならびに同社解散を全会一致で可決した。これにより同日のカウントダウンをもって閉園することが決まり、同年8月26日の株主総会で87%の賛成（反対12%、棄権1%）を得て正式に決定した。最終年度となった2008年度は、閉園間際の駆け込み需要のため、開業以来初めて黒字となった。2009年（平成21年）1月に清算会社に移行したチボリ・ジャパン社は同年8月26日に清算が終了した。

### 閉園後の動向
岡山県がクラボウから賃借していた公園用地は遊具などの施設の解体が進められ、2010年（平成22年）2月に県から所有者のクラボウに返還された。クラボウは返還後の用地の再開発についてイトーヨーカ堂を事業主体に選んだ。
倉敷市は跡地の再開発を行い、2011年（平成23年）11月23日、倉敷みらい公園がオープンした。同公園が倉敷チボリ公園の住居表示を引き継いでいる。
イトーヨーカ堂は三井不動産と共同で再開発にあたり、イトーヨーカ堂の「アリオ倉敷」が2011年（平成23年）11月24日、三井不動産の「三井アウトレットパーク 倉敷」が同年12月1日にオープンした。
なお、閉園後も「アンデルセン広場」が残っており、その中心にある「からくり時計」が今でも稼動している。ただ2023年（令和5年）5月に故障して以来修理の予定は未定。実質廃止状態となっている。

## 成人式
開園後、2000年（平成12年）より当園で開催されていた倉敷市成人式も2008年（平成20年）12月の閉園により中止、2009年（平成21年）の成人式はマスカットスタジアムで開催された。市は1999年（平成11年）の成人式まで行われていた倉敷、玉島、児島地区の3地区分散開催をも検討していたが、2000年（平成12年）以降実施していたチボリ公園での一括の成人式の参加率が軒並み7割を超えるものだったことから一か所での式開催に踏み切ったものとされる。

## その他
当園近くの山陽マルナカの店舗は「チボリ店」と名乗っている。閉園後に運営主体が合併でマックスバリュ西日本→フジに移行した後も変更されていない。

## 画像

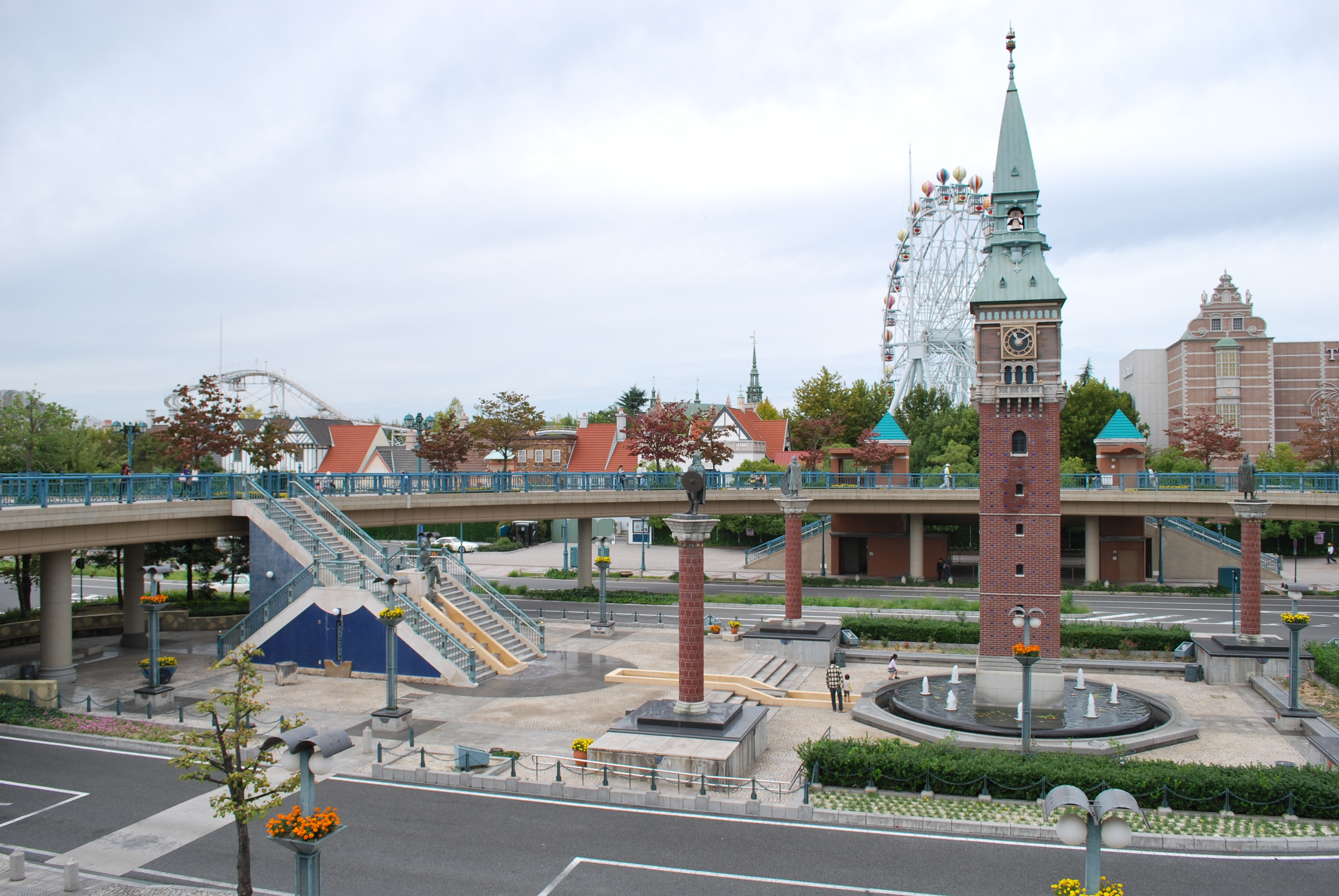
倉敷駅北口のバスターミナル側。（2008年）
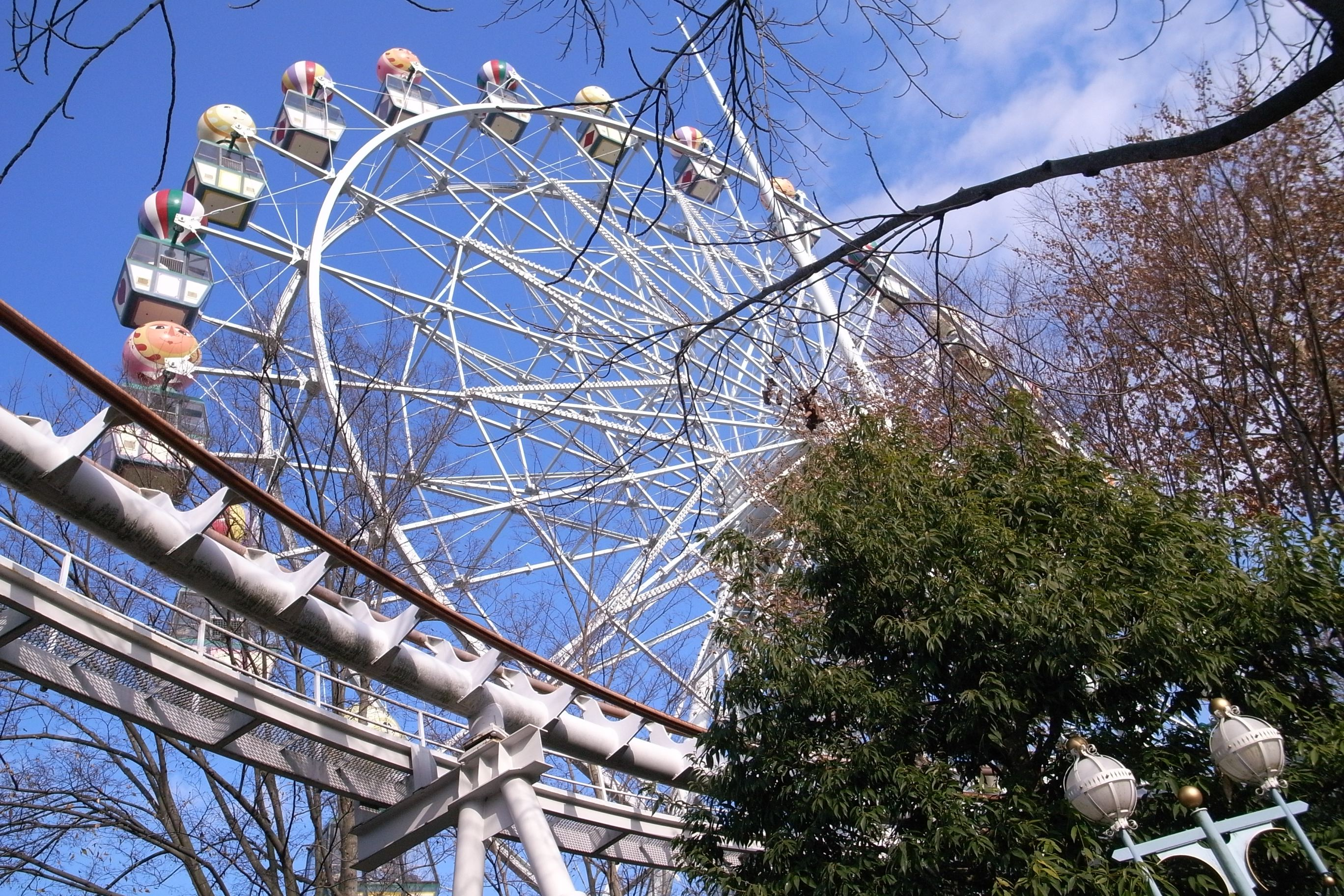
チボリバルーン。横に見えるレールはオーディンエクスプレスのもの。（2008年）
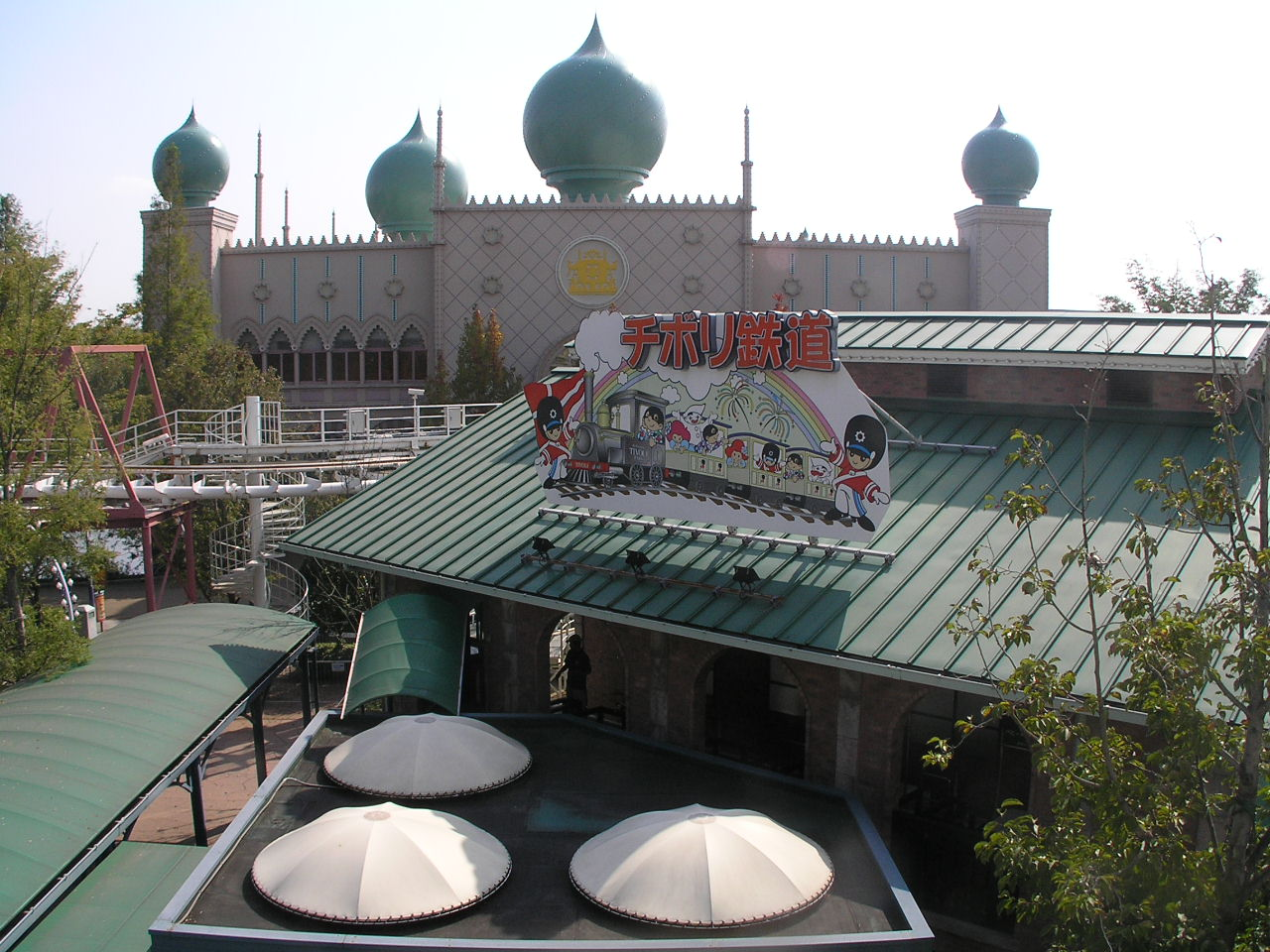
チボリ鉄道（2008年）
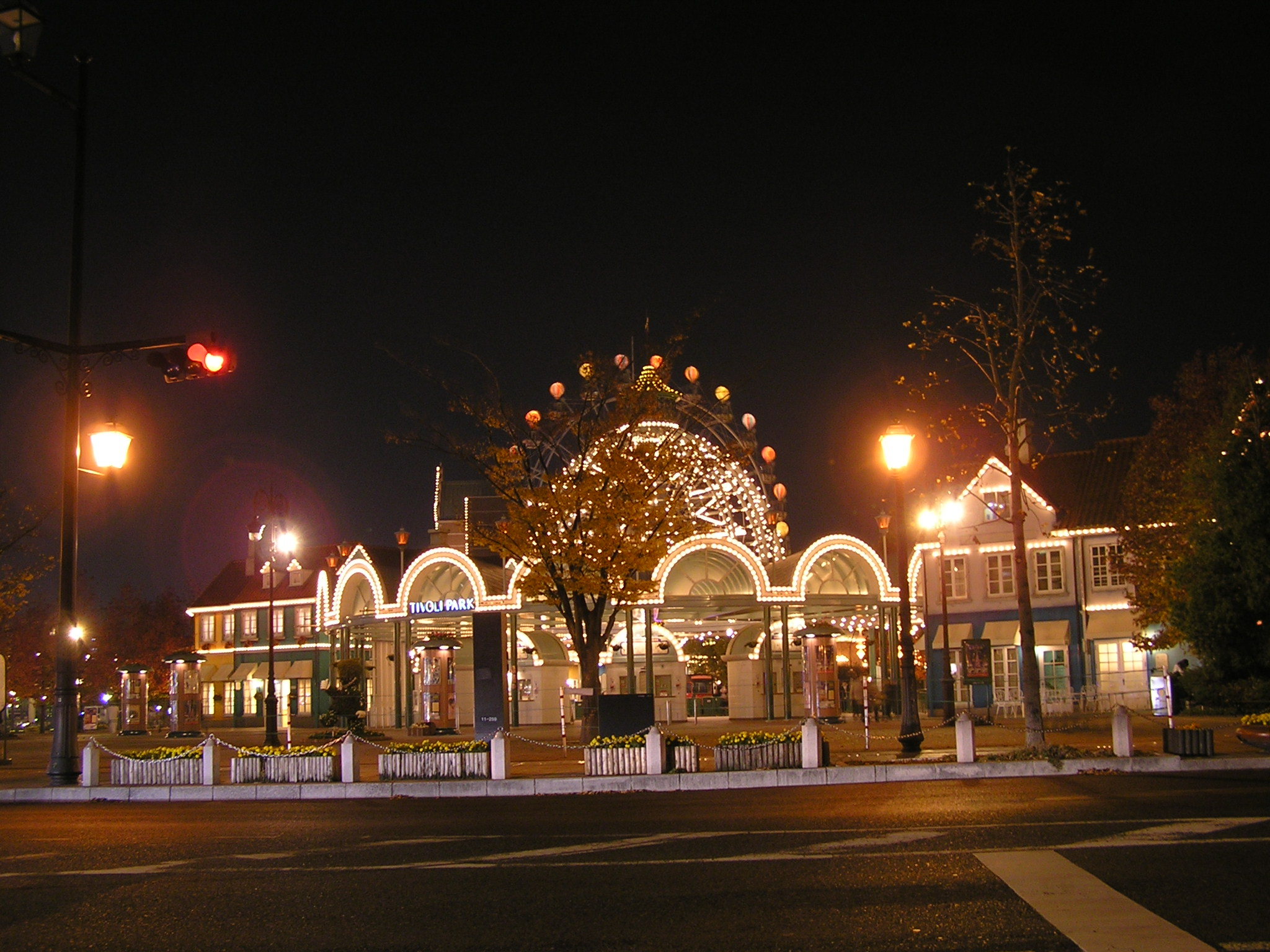
ライトアップされた入り口（2008年）
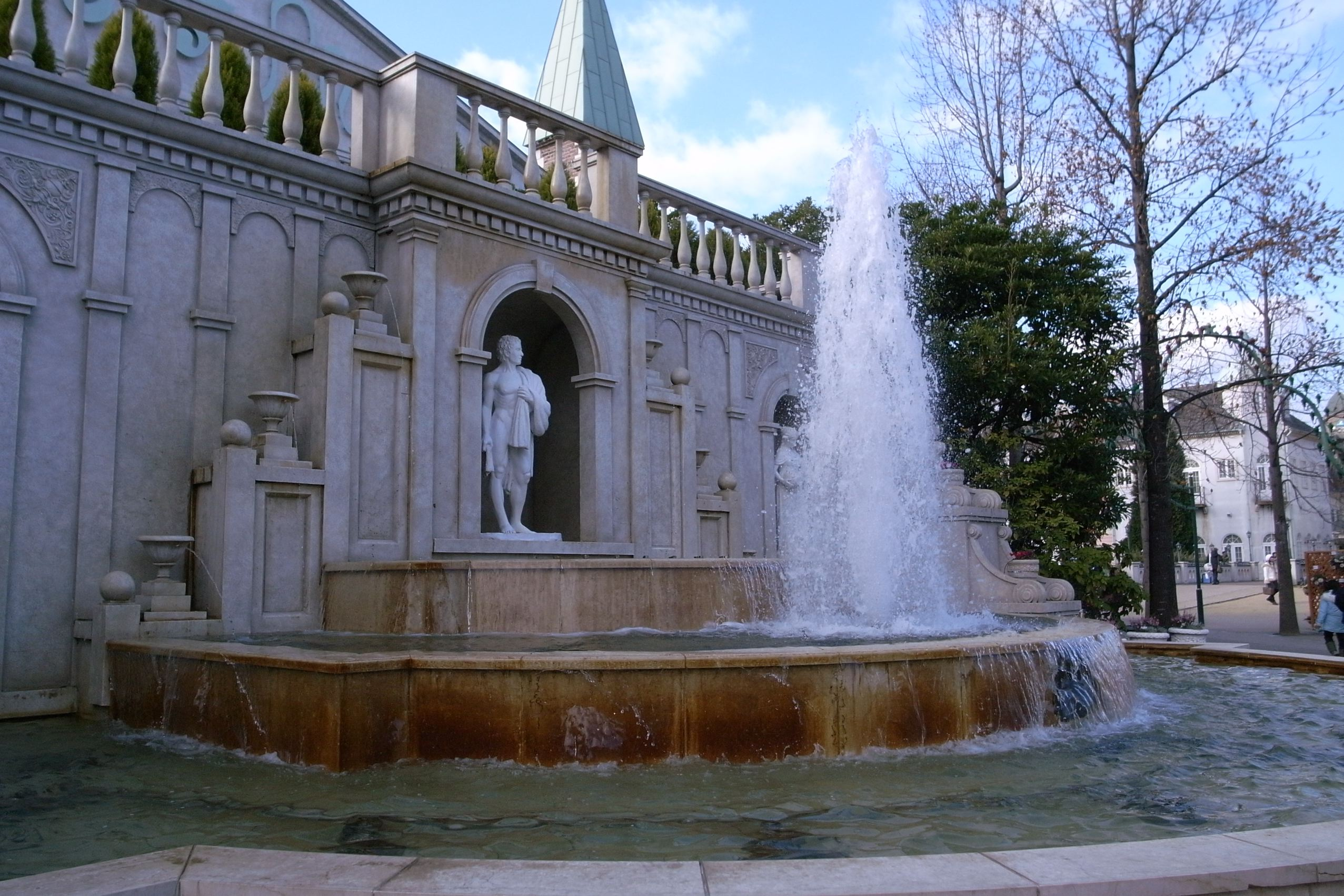
噴水
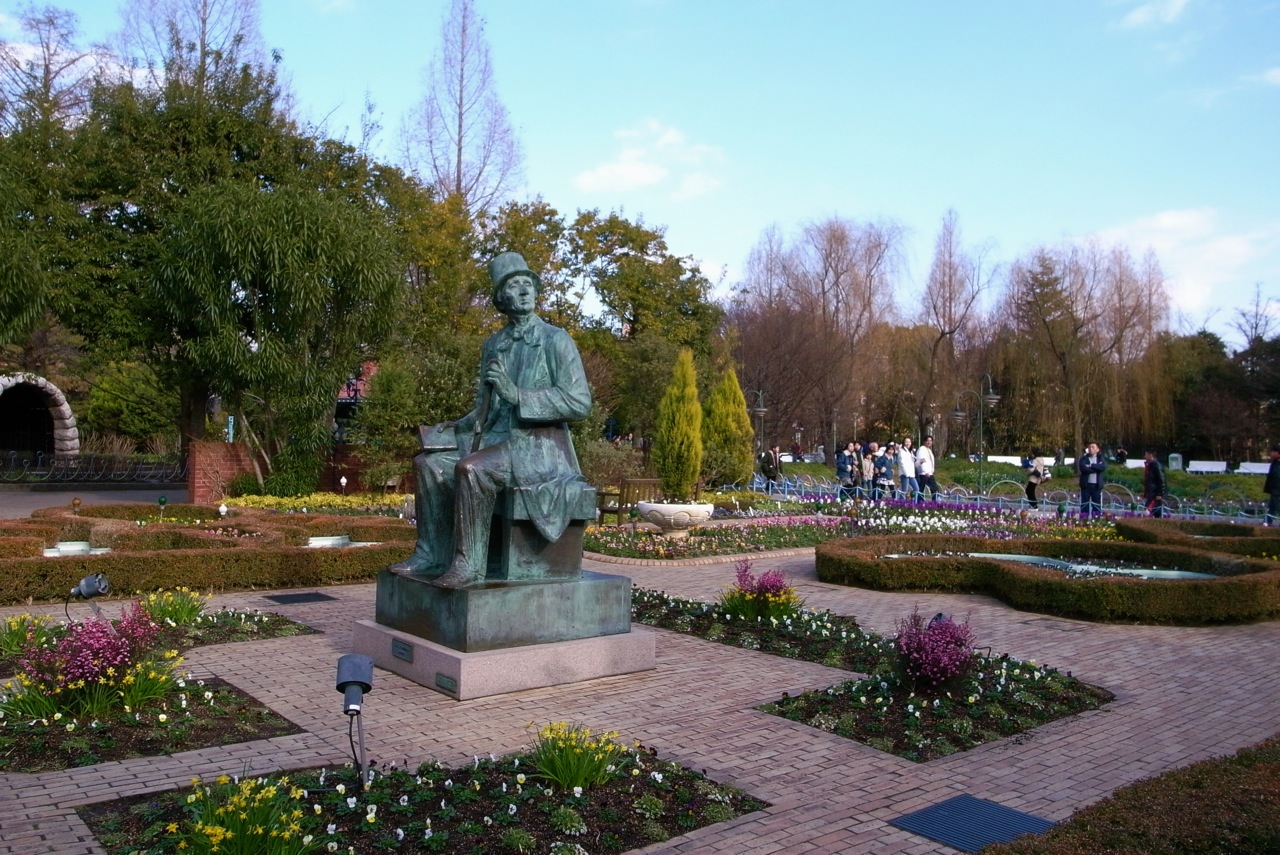
アンデルセン像と「切り絵の庭」

## テレビ番組
- 日経スペシャル ガイアの夜明け 脱テーマパーク宣言 〜癒しか 最強絶叫マシンか〜（2002年9月22日、テレビ東京）[18]。